# 5809 Kulibin
5809 Kulibin eller 1987 RG6 är en asteroid i huvudbältet som upptäcktes den 4 september 1987 av den sovjetisk-ryska astronomen Ljudmila Zjuravljova vid Krims astrofysiska observatorium på Krim. Den är uppkallad efter den ryske uppfinnaren Ivan Kulibin (1735–1818).
Asteroiden har en diameter på ungefär sju kilometer och den tillhör asteroidgruppen Koronis.